# Poecilosomella curvipes
Poecilosomella curvipes är en tvåvingeart som beskrevs av Papp 2002. Poecilosomella curvipes ingår i släktet Poecilosomella och familjen hoppflugor.
Artens utbredningsområde är Taiwan. Inga underarter finns listade i Catalogue of Life.